# Castelo de Numão
O Castelo de Numão localiza-se na vila e freguesia de Numão, município de Vila Nova de Foz Côa, distrito da Guarda, em Portugal.
Na vertente este da serra da Lapa, inscrito atualmente no Parque Arqueológico do Vale do Côa, de seus muros avistam-se os castelos de Ansiães, Castelo Melhor, Castelo Rodrigo, Ranhados e Penedono.
O Castelo de Numão está classificado como Monumento Nacional desde 1910.

## História

### Antecedentes
A primitiva ocupação humana de seu sítio remonta à pré-história, ao período Neolítico. Acredita-se que um castro dos Lusitanos tenha aqui sido erguido, posteriormente romanizado. Aquando da Invasão muçulmana da Península Ibérica, estes conquistadores aqui teriam erguido uma fortificação.

### O castelo medieval
À época da Reconquista cristã, já aqui existia um castelo, que juntamente com outros na região Leste da Beira, pertencia a D. Chamoa Rodrigues, que os doou, por intermédio de sua tia, a condessa Mumadona Dias, ao Mosteiro de Guimarães (960).
Retomado por forças muçulmanas (c. 1000), foi arrasado pelos irmãos Tedom e Rausendo Ramires (1030), para ser reconquistado por Fernando Magno em 1055 ou 1056. Neste período, o castelo figura entre os bens inventariados pertencentes ao Mosteiro de Guimarães (1059).
Com a independência de Portugal, D. Afonso Henriques (1112-1185) doou os seus domínios ao seu cunhado, Fernão Mendes de Bragança. Este nobre, em 8 de Julho de 1130, concedeu Carta de Foral à povoação (referida como Civitate Noman) e promoveu a reedificação do castelo.
Posteriormente, sob o reinado de seu filho e sucessor, D. Sancho I (1185-1211), foram concluídas obras de recuperação das muralhas e a ereção da torre de menagem, conforme inscrição epigráfica (hoje desaparecida) datada de 1189.
Sob o reinado de D. Sancho II (1223-1248), os domínios de Numão e seu castelo foram doados temporariamente a Abril Peres de Lumiares. Em 1247, era tenente da terra, D. Afonso Lopes de Baião, a quem, como representante régio, competia exercer funções de caráter administrativo e militar.
Em outubro de 1265, D. Afonso III (1248-1279) confirmou o foral à vila. Uma nova etapa construtiva nas suas defesas, entretanto, só terá tido lugar a partir da confirmação deste título por D. Dinis (1279-1325), em 27 de Outubro de 1285.
À época do reinado de D. Fernando (1367-1383), em 1373, era alcaide-mor de Numão o conde de Marialva, Vasco Fernandes Coutinho. Esta função permaneceria em sua família até ao 4° conde de Marialva, D. Francisco Coutinho, no reinado de D. João III (1521-1557).
Quando da crise de 1383-1385, Numão tomou o partido por D. Beatriz, juntamente com as vilas e castelos vizinhos de Penedono, Pinhel, Sabugal, Castelo Rodrigo e Trancoso.
Sob o curto reinado de D. Duarte (1433-1438) aqui foi instituído um couto de homiziados (1436), o que parece indicar alguma dificuldade com o seu povoamento. A vila recebeu Foral Novo de D. Manuel I (1495-1521) a 25 de Agosto de 1512. À época era Comenda da Ordem de Cristo. O Cadastro da População do Reino, em 1527, mostra que a vila de Numão contava com 15 fogos, e mais 41 em seus arredores.
Com a extinção da família dos Coutinhos por falta de descendentes (1534), a povoação e seu castelo tiveram o seu processo de decadência agravado: dois séculos mais tarde a povoação mudava-se para novo local, no sopé do monte. Frei Joaquim de Santa Rosa de Viterbo refere, em 1798-1799, que o castelo se encontrava praticamente arruinado e que na porta "que fica ao Poente" se encontrava uma inscrição epigráfica, que transcreveu: "Incepit Tvrrem in Era MCCXXVII" (correspondente ao ano de 1189 em nosso calendário).
Encontra-se classificado como Monumento Nacional por Decreto publicado em 23 de Junho de 1910.
A intervenção do poder público fez-se sentir na segunda metade da década de 1940, através da ação da Direcção Geral dos Edifícios e Monumentos Nacionais (DGEMN), quando foram procedidos trabalhos de consolidação e limpeza, reconstrução de muralhas, desentulhamento da cisterna e recuperação da torre de menagem. Novas campanhas de obras tiveram lugar em 1973-1974, devido ao desmoronamento de um troço a norte das muralhas, e em 1984.
No início do século XXI, a municipalidade fez instalar iluminação cénica, valorizando o monumento.

## Características
Típico castelo de montanha, ergue-se num cabeço rochoso, a 677 metros acima do nível do mar. Apresenta planta oval irregular (orgânica), com elementos dos estilos românico e gótico, ocupando uma área de 2 hectares. As muralhas, ameadas em um pequeno trecho, são reforçadas por torres (originalmente quinze, atualmente seis), algumas das quais adossadas pelo exterior. Nelas se rasgam quatro portas:
- a Porta de São Pedro, a Leste, guarnecida por uma torre, apresenta arco apontado, com cobertura em abóbada de berço ligeiramente apontada;
- a Porta do Poente, a Oeste, de figura semelhante;
- a Porta Falsa (poterna) a Sudeste, em arco quebrado; e
- a Porta Principal, a Sul, abrindo apenas até às impostas do arranque do arco.

Ao centro da praça de armas abre-se uma cisterna de planta circular, com cerca de sete metros de diâmetro, sem cobertura. Junto à porta principal observam-se as ruínas da Igreja de Santa Maria do Castelo (em estilo românico) e o cemitério.
A Torre de Menagem, a Nordeste, apresenta planta quadrada, com as paredes rasgadas por duas frestas altas e encimada por cachorrada de decoração geométrica.
Na encosta Leste, junto à Porta de São Pedro e onde existiu uma capela homónima, observa-se uma necrópole com cerca de 10 sepulturas antropomórficas escavadas na rocha, popularmente denominada como Cemitério dos Mouros.